# Recurs de reposició
El recurs de reposició és un recurs de caràcter administratiu de caràcter potestatiu a través del qual se cerca que es revisi un acte dictat per un òrgan depenent que no té cap òrgan superior jeràrquic. Per aquest motiu, és resolt pel mateix òrgan que dictà l'acte impugnat.
El recurs de reposició és de caràcter potestatiu perquè la ciutadania pot optar per interposar-lo o per interposar directament el recurs al contenciós administratiu davant els tribunals de justícia.
En tots els casos, l'acte posa fi a la via administrativa o exhaureix aquesta via, i si s'opta per interposar-lo, el recurs no pot ser formalitzat fins que no s'hagi resolt el recurs potestatiu de reposició.

## Terminis
Com indica la llei 30/1992 de 26 de novembre, el recurs de reposició presenta dos tipus de terminis. Si l'acte és exprés el termini per a interposar el recurs és d'un mes a partir de l'endemà d'aquest, mentre que si no ho és, aquest termini s'allarga fins als 3 mesos. El termini màxim per dictar i notificar la resolució del recurs és d'un mes.